# Don Juan Austrijski
Don Juan Austrijski (1545. – 1578.) bio je španjolski vojskovođa i admiral. Rođen je u njemačkom Regensburgu kao nezakoniti sin cara Karla V. Španjolski kralj Filip II. ga je priznao kao svog polubrata i 1559. godine je dobio ime Don Juan Austrijski.
Godine 1571. zapovijedao je flotom Svete lige, koju su tvorile papinske, španjolske, genoveške i mletačke snage i porazio je Turke u bitki kod Lepanta. Godine 1573. osvojio je Tunis.
Godine 1576. imenovan je španjolskim guvernerom u Nizozemskoj za vrijeme nizozemskih ustanaka protiv nasilnog vraćanja katolicizma. Imao je grandiozne planove o ženidbi škotskom kraljicom Marijom i istiskivanju Elizabete I. s engleskog prijestolja, ali je umro od tifusa prije nego što je ostvario svoje naume.